# Hellcat Records
Hellcat Records ist ein US-amerikanisches Musiklabel. Es ist ein Unterlabel von Epitaph Records und wurde 1997 gegründet.
Hellcat Records wird von Tim Armstrong (Gitarrist von Operation Ivy, Sänger und Gitarrist von Rancid und Transplants) und Chris LaSalle geführt. CDs von Hellcat werden meist im Digipack veröffentlicht und haben eine schwarze, gekritzelte Katze als Label-Insignium auf der Rückseite.
Die Musikstile der Hellcat-Bands reichen von Ska (Hepcat, The Slackers, Gadjits) über Streetpunk (Roger Miret and the Disasters, Lars Frederiksen and the Bastards, Rancid, Dropkick Murphys) und Psychobilly (Nekromantix, Tiger Army, Horrorpops) bis Hardcore Punk (F-Minus).
Die Preise der Tonträger werden niedrig gehalten und in regelmäßigen Abständen erscheint ein Labelsampler mit dem Namen Give 'Em the Boot (bis Oktober 2007 sechs Folgen). Außerdem erschien 2005 eine DVD gleichen Namens.

## Aktive Bands
- Aggrolites
- Civet
- Danny Diablo
- GBH
- Grade 2
- Heart Attacks
- Hepcat
- Horrorpops
- Lars Frederiksen and the Bastards
- Left Alone
- Los Difuntos
- Mercy Killers
- Nekromantix
- Orange
- Rancid
- Roger Miret and the Disasters
- The Slackers
- Society’s Parasites
- Static Thought
- Strangers
- Street Dogs
- The Unseen
- The Interrupters
- Tiger Army
- Tim Armstrong
- Time Again
- Westbound Train

## Ehemalige Bands
- Choking Victim (aufgelöst)
- Dave Hillyard
- Dropkick Murphys (neues Label)
- F-Minus (aufgelöst)
- Gadjits (aufgelöst)
- Joe Strummer and the Mescaleros (aufgelöst)
- King Django
- Leftover Crack (neues Label)
- Mouthwash
- The Distillers (aufgelöst)
- The Nerve Agents (aufgelöst)
- The Pietasters
- U.S. Bombs (neues Label)
- The Hunns (neues Label)
- U.S. Roughnecks (aufgelöst)
- Transplants (neues Label)